# Federico Peña
Federico Fabian Peña (* 15. března 1947 Laredo, Texas) je americký politik za Demokratickou stranu. Za vlády Billa Clintona byl v letech 1993–1997 ministrem dopravy a následně v letech 1997–1998 ministrem energetiky Spojených států amerických.
V roce 1983 se jako první hispánský politik stal starostou Denveru. V úřadu starosty působil až do roku 1991, kdy si jej vyhlédl tehdy ještě guvernér Arkansasu Bill Clinton jako poradce v otázkách dopravy. Po vládním angažmá se Peña vrátil zpátky do Denveru, aby posléze působil v investiční firmě.